# Moszkoviták
Moszkoviták – potoczna nazwa grupy komunistów węgierskich.
Nazwa ta obejmowała tych komunistów wywodzących się z Węgier, którzy po upadku Węgierskiej Republiki Rad wyemigrowali do Związku Radzieckiego, najczęściej przez Wiedeń i Pragę. Mieszkali tam przez następne lata, a w 1944 oraz 1945 powrócili na Węgry, by tworzyć zręby komunistycznego państwa. 
Do najbardziej znanych działaczy tej grupy należeli: Mátyás Rákosi, József Révai, Ernő Gerő i Mihály Farkas (tworzyli oni tzw. "zaprzęg czterokonny").  Do grupy Moszkoviták zaliczali się również m.in.: Imre Nagy, György Lukács i Zoltán Vass.